# Mederyk
Mederyk – imię męskie pochodzenia germańskiego. Powstało z części składowych maht ("siła") i rik ("król").
Mederyk imieniny obchodzi 29 sierpnia (patronem imienia jest Mederyk z Autun).
Żeński wariant: Mederyka